# Thoridae
Famille
Synonymes
Thorinae Kingsley, 1878
Les Thoridae sont une famille de crevettes dans la super-famille des Alpheoidea.

## Liste des genres
Selon World Register of Marine Species (16 juillet 2021) :   
- Birulia Bražnikov, 1903
- Eualus Thallwitz, 1891
- Heptacarpus Holmes, 1900
- Lebbeus White, 1847
- Paralebbeus Bruce & Chace, 1986
- Spirontocaris Spence Bate, 1888
- Thinora Bruce, 1998
- Thor Kingsley, 1878